# 브리트니 오그래디
브리트니 오그래디(Brittany O'Grady, 1996년 6월 2일 ~ )는 미국의 배우, 가수이다.